# Hanna Åhlén
Hanna Åhlén (født 18. februar 1994 i Västerås, Sverige) er en kvindelig svensk håndboldspiller som har spillet for EH Aalborg i Damehåndboldligaen .